# Annegret Richter
Annegret Richter, nemška atletinja, * 13. oktober 1950, Dortmund, Zahodna Nemčija.
Annegret Richter je v svoji karieri nastopila na poletnih olimpijskih igrah v letih 1972 v Münchnu in 1976 v Montrealu, kjer je skupno osvojila štiri medalje. Na igrah leta 1972 je postala olimpijska prvakinja v štafeti 4×100 m, na igrah leta 1972 pa olimpijska prvakinja v teku na 100 m ter podprvakinja v teku na 200 m in štafeti 4×100 m. Na evropskih prvenstvih je postala prvakinja leta 1971 in podprvakinja leta 1974, obakrat v štafeti 4×100 m, na evropskih dvoranskih prvenstvih pa je postala prvakinja leta 1973 v teku na 60 m in štafeti 4×180 m, podprvakinja leta 1972 na 60 m in bronasta leta 1971 na 60 m. 25. julija 1976 je postavila svetovni rekord v teku na 100 m, ki je veljal do julija sledečega leta, ko je rekord prevzela  Marlies Göhr.